# تحقیقات در خصوص منشأ کووید-۱۹
تلاش‌های متعددی از سوی دانشمندان، دولت‌ها، سازمان‌های بین‌المللی و دیگران برای تعیین منشأ سارس -کووی-۲، ویروس عامل دنیاگیری کووید-۱۹ در جریان است. اجماع علمی بر این است که منشأ ویروس به احتمال زیاد زئونوز در یک محیط طبیعی، از خفاش‌ها یا یک پستاندار دیگر نزدیک به آن است.
سارس-کووی-۲ شباهت ژنتیکی نزدیکی به ویروس‌های مختلف پیشتر شناسایی شده کرونایی زاده از خفاش دارد که نشان می‌دهد این ویروس ممکن است از خفاش به انسان منتقل شده باشد. تحقیقات در مورد اینکه آیا سارس-کووی-۲ مستقیماً از خفاش‌ها آمده یا غیرمستقیم از طریق میزبانهای میانی، ادامه دارد. توالی‌های اولیه ژنوم ویروس تنوع ژنتیکی کمی را نشان داد، اگرچه متعاقباً تعدادی از انواع پایدار پدیدار شدند (برخی از آنها با شدت بیشتری پراکنده می‌شوند)، که نشان دادند که رویداد سرریز سارس-کووی-۲ به انسان احتمالاً در اواخر سال ۲۰۱۹ رخ داده‌است.
مقامات سلامت و دانشمندان در سطح بین‌المللی اظهار داشتند که تلاش برای ردیابی ریشه‌های خاص جغرافیایی و طبقه‌بندی سارس-کووی-۲ ممکن است سالها به طول انجامد و نتایج نهایتاً قانع کننده نباشد. تعدادی از تئوری‌های توطئه دربارهٔ ریشه ویروس ترویج شده‌است. با تکرار نظرات دانشمندان در سطح بین‌المللی، یک مأموریت سازمان بهداشت جهانی (WHO) گفت این که نشت آزمایشگاهی منشأ ویروس باشد «بسیار بعید» است، که موید چیزی است که بیشتر کارشناسان از قبل در مورد ریشه‌های طبیعی ویروس و انتقال اولیه آن انتظار داشتند. مدیرکل سازمان جهانی بهداشت تدروس آدانوم گبرایسوس گفت که او آماده است برای تحقیقات بیشتر ماموریت‌های دیگری را نیز به کار بگیرد.